# Mira Loma
Mira Loma è un census-designated place (CDP) degli Stati Uniti d'America situato in California, nella contea di Riverside. 
Conosciuta fino al 1º novembre 1930 come Wineville, cambiò nome in seguito alla serie di sparizioni e omicidi di bambini - i cosiddetti "Wineville Chicken Coop Murders" - compiuti da Gordon Stewart Northcott.